# 프랑스의 아델
프랑스의 아델(프랑스어: Adèle de France, 1160년 10월 4일 ~ 1220년경)는 프랑스의 왕녀이다. 루이 7세의 딸이다.

## 생애
프랑스의 국왕 루이 7세와 그의 두번째 왕비 콩스탕스 드 카스틸 사이에서 태어났다. 어머니는 그녀를 낳은 후 5주 만에 사망하였다. 동복 자매로는 헨리 청년왕과 벨러 3세의 왕비 마르그리트가 있고, 그밖에 4명의 이복형제로는 루이 7세의 첫번째 부인 엘레아노르가 낳은 마리와 알릭스, 루이 7세의 세번째 부인 아델이 낳은 필리프 2세와 아녀스가 있다.
8살이던 1169년 1월에 잉글랜드 헨리 2세의 아들 리처드와의 약혼을 하고. 잉글랜드로 건너가 헨리 2세의 왕궁에서 생활을 하기 시작했다. 훗날 헨리 2세와의 스캔들이 터졌고 헨리 2세의 아이를 낳았다는 소문이 퍼지기도 했다. 1189년에 헨리 2세의 아들 리처드가 영토 상속 갈등 끝에 반란을 일으키자 이를 진압하던중 헨리 2세가 사망했다. 
잉글랜드 국왕으로 즉위한 리처드는 부친 헨리 2세와의 스캔들을 이유삼아 아델에게 프랑스로 돌아갈것을 요구했고 아델은 파리로 돌아왔다. 정식으로 파혼이 성립되지 않은 상태에서 리처드는 나바라의 베렌가리아와 1191년 5월 12일에 결혼해버렸다.
아델의 이복동생이자 프랑스의 왕인 필리프 2세는 잉글랜드의 존에게 아델과의 혼인을 제안했지만, 잉글랜드의 엘레아노르가 강하게 반대하여 무산되었다. 결국 아델은 1195년 8월 20일 기욤 2세 드 퐁티외와 혼인했다. 이후 퐁티외와 마리, 이사벨, 장을 낳았다.